# Friderich von Pultz
Friderich von Pultz (født ca. 1615, død ca. 1676) var oberst i det Oldenborgske Infanteriregiment og gift med Elisabeth Charlotte Hansdatter Schrøder.

## Familie

### Ægteskab
Gift med Elisabeth Charlotte Hansdatter Schrøder. Parret fik sammen to børn.

### Børn
- Heinrich (Henrich) Christopher von Pultz (f. ?, d. 1697)
- Hans Henrik Friedrich von Pultz (f. 1655, d. 1. jul. 1714)

## Militær
Officer med rang af oberst og har gjort tjeneste ved det Oldenborgske Infanteriregiment (16. regiment).

## Ejerskab og besiddelser
Hans Henrik Friderich von Pultz fik i 1694 overdraget Rygård (Langå Sogn) og fire kirker på Sydfyn fra Vincens Lerche.
- (1694-1714) Rygård (Langå sogn)